# Мюдреса
Мюдреса (азерб. Müdrəsə) — селение в Исмаиллинском районе Азербайджана.

## География
Мюдреса расположена в горах Большого Кавказа, на северных склонах Ниалдагского хребта.

## Название
В дореволюционной литературе селение упоминается под наименованием «Мюдриса», но можно встретить и «Мюдрюса». По азербайджанской латинице 1920—1930-х годов она писалась как «Mydrəsə».

## История
Будучи одним из селений Российской империи, административно оно входило в состав Геокчайского уезда Бакинской губернии. 
После образования Азербайджанской ССР уездная система сохранилась, но спустя время её заменили на окружную, а затем на районную. После образования Исмаиллинского района Мюдреса стал частью Джульянского сельского Совета (сельсовета). В 1960-1970-х годах она принадлежала к Мюдринскому сельскому Совету (сельсовету) Исмаиллинского района Азербайджанской ССР.

## Население
В начале XX века жители селения чаще упоминались как азербайджанцы и реже как таты.
Согласно «Кавказскому календарю» на 1910 год здесь за 1908 год было 220 жителей, преимущественно «татары» (азербайджанцы). По сведениям же Списка населённых мест, относящегося к Бакинской губернии и изданного Бакинским губернским статистическим комитетом в 1911 году, население 
Мюдресы составляло 203 человека (109 мужчин и 94 женщины; 18 дымов) «татарской» (азербайджанской) национальности, все из которых были поселянами на казённой земле. В тех же сведениях также сообщается, что среди мужчин трое были грамотными на местном языке.
Следующий «Кавказский календарь» на 1912 год показывает уменьшение (по сравнению с данными Кавказского календаря на 1910 год) численности населения до 214 человек, состоящих также из «татар» (азербайджанцев). Согласно же «Кавказскому календарю» на 1915 год численность населения Мюдрисы возросло до 223 человек, но теперь они были указаны как таты.
В 1928 году обследованием татов занимался советский иранист Б. В. Миллер. На основе сведений, полученных в Шемахе от лагичцев, он привёл перечень татских селений Шемахинского и Геокчайского районов. В их числе значилась Мюдреса, которую Б. В. Миллер записал латиницей как Mydrysou.
По материалам издания «Административное деление АССР», подготовленного в 1933 году Управлением народно-хозяйственным учётом АССР (АзНХУ), по состоянию на 1 января 1933 года в Мюдресе было 206 человек коренного населения (приписанное к данному селу), среди которых 108 мужчин и 98 женщин.